# Integrated Device Technology

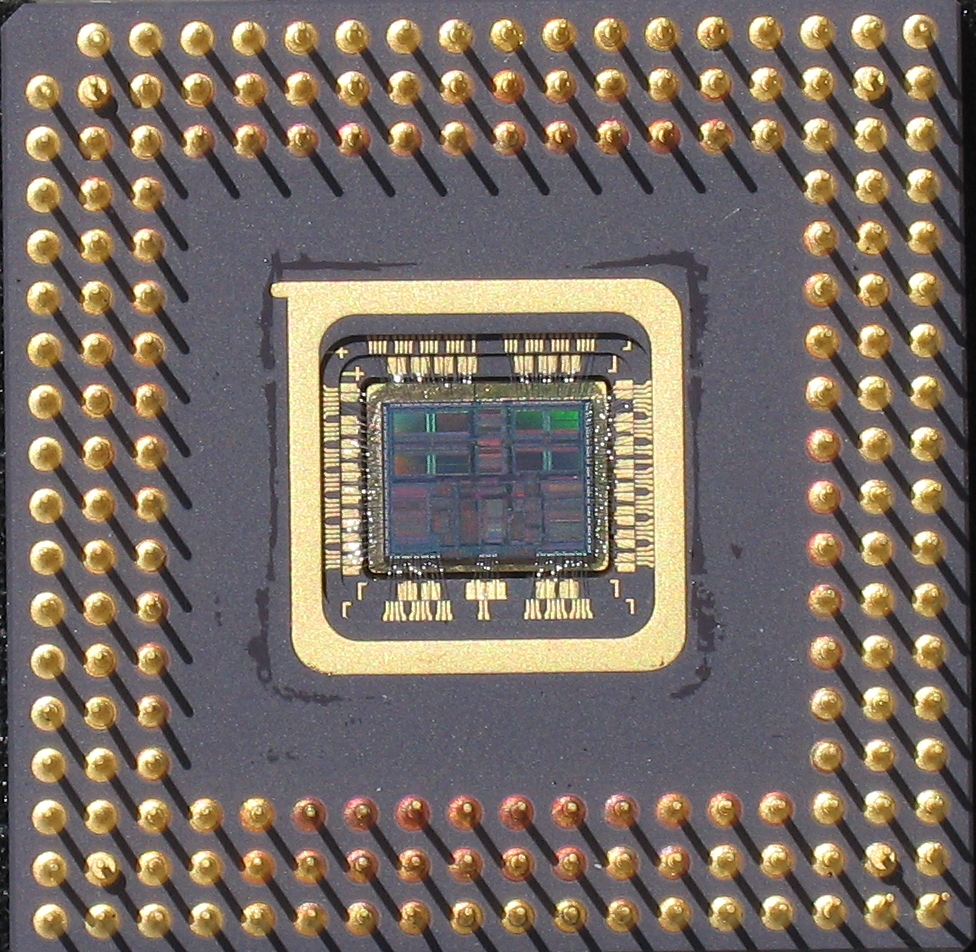
Процесор IDT R4700 зі знятою кришкою

Integrated Device Technology (IDT) — колишня американська компанія, що займалася розробкою інтегральних мікросхем. Розташовувалася в місті Сан-Хосе (Каліфорнія). Була заснована в 1980 році.
Компанія займалася виготовленням мікропроцесорів з архітектурою MIPS. У минулому компанія виробляла мікропроцесори сімейства x86 під маркою IDT WinChip, які були розроблені її підрозділом — Centaur Technology.
За даними на 2008 рік прибуток компанії склав 780 млн доларів США.
30 березня 2019 року поглинута компанією Renesas.